# Master of None
Master of None és una sèrie de comèdia dramàtica per a Web TV que va ser estrenada el 6 de novembre de 2015 a Netflix. Va ser creada per Aziz Ansari i Alan Yang, i és protagonitzada per Ansari en el paper principal de Dev Shah, un actor de 30 anys, i del qual se'n segueixen les experiències romàntiques, professionals, i culturals. La primera temporada té lloc a Nova York, i consisteix en 10 episodis. La segona temporada, que té lloc a Itàlia i Nova York, consisteix també de 10 episodis i va ser estrenada el 12 de maig de 2017.